# フレンダー造船所
フレンダー造船所（フレンダーぞうせんじょ、ドイツ語: Flender Werft AG）は、ドイツのリューベックにあった造船会社である。

## 歴史と概要
- 設立: 1917年に、ドイツのブリュッケンバウ・フレンダーAGの子会社として設立されました。
- 独立: 1926年には独立した会社となり、「リューベッカー・フレンダーヴェルケAG (Lübecker Flenderwerke AG)」と改称されました。
- 規模: ドイツで有数の規模を誇る造船所となり、約700隻の船舶を建造しました。
- 第二次世界大戦中: ドイツ海軍向けにUボート（潜水艦）を多数建造しました。
- 戦後: 商船の建造を続け、1973年には「フレンダーヴェルフトAG (Flender Werft AG)」に改称されました。
- 閉鎖: 2002年に破産により閉鎖されました。なお、「フレンダー」という名前は、日本の「株式会社イシバシ」が一時的にドイツのフレンダーAGと資本提携し、「フレンダーイシバシ株式会社」と改称していた時期もありますが、これは造船所ではなく、主にギアユニットなどを製造する会社です。[1]